# Parafia św. Barbary w Bytomiu
Parafia św. Barbary w Bytomiu – parafia rzymskokatolicka diecezji gliwickiej, dekanatu bytomskiego w Bytomiu.

## Historia
Parafia jest położona w północnej części śródmieścia Bytomia. Jej początki sięgają 1931 r., kiedy to 28 kwietnia została ustanowiona kuracja św. Barbary, a w 1932 r. erygowano pod tym samym wezwaniem parafię.

## Zasięg parafii
Do parafii należą wierni z Bytomia mieszkający przy ulicach: Akacjowej 2-12, Chełmońskiego, Chrobrego 22-34, Dworskiej, Fredry, Gallusa 9-17, Grottgera, Gwareckiej, Kwiatowej, Mickiewicza, Odrzańskiej 1-71, Orląt Lwowskich, Oświęcimskiej, Piekarskiej parzyste od 60 i nieparzyste od 75, pl. Słowiański, pl. Wojska Polskiego, Powstańców Śląskich, Północnej, Prusa 14-46, Rudzkiego, Słonecznej, Towarzyskiej, Woźniaka 1-15, Zielonej i Żeromskiego 1-9.